# José del Solar
Pour les articles homonymes, voir Del Solar.
José Guillermo del Solar Álvarez-Calderón (né le 28 novembre 1967 à Lima), surnommé Chemo, est un footballeur péruvien qui évoluait au poste de milieu de terrain. Il est aujourd'hui entraîneur.

## Biographie

### Carrière de joueur

#### En club
Formé dans les divisions inférieures de l'Universitario de Deportes, Del Solar est prêté en 1986 au Deportivo San Agustín où il remporte le championnat du Pérou dès sa première année comme joueur professionnel. Revenu à l'Universitario l'année suivante, il est de nouveau sacré en 1987.
Il émigre au Chili en 1989 pour jouer à la Universidad Católica (vainqueur de la Coupe du Chili en 1991) puis s'exile en Espagne où il évolue durant six saisons, de 1992 à 1998, avec notamment une saison au Valence CF.
Après une pige en Turquie (Beşiktaş), il revient au Pérou à l'Universitario de Deportes et remporte deux championnats d'affilée en 1999 et 2000. Del Solar s'exile une dernière fois - en Belgique, au FC Malines - puis finit sa carrière avec le club qui l'avait formé dans sa jeunesse, l'Universitario de Deportes.

#### En équipe nationale
Avec 74 sélections et neuf buts en équipe du Pérou entre 1986 et 2001, José del Solar compte notamment six participations en Copa América (1987, 1989, 1991, 1993, 1995 et 2001) pour un total de 19 matchs disputés et six buts marqués.

### Carrière d'entraîneur
Par la suite, il est devenu entraîneur et a remporté un titre de champion du Pérou en 2005 avec le Sporting Cristal. En 2009, il prend les rênes de la sélection du Pérou lors des éliminatoires de la Coupe du monde 2010, avec de mauvais résultats puisque la Blanquirroja finit bonne dernière de la poule de qualification sud-américaine.
Après avoir été entraîneur puis directeur sportif de l'Universitario de Deportes, Del Solar est nommé à la tête de la Universidad San Martín en décembre 2015, avant de revenir au Sporting Cristal où il s'engage pour deux saisons en 2017. Néanmoins son passage est de courte durée puisqu'il est destitué en juin de la même année en raison de mauvais résultats en championnat et en Copa Libertadores.
Il rebondit en 2018 au sein de l'Universidad César Vallejo, club de 2e division, qu'il parvient à faire remonter en D1. Il y reste cinq saisons (jusqu'en 2022) avec plus de 160 matchs dirigés à la tête de l'équipe.
Chargé du football des jeunes par la Fédération péruvienne de football, José del Solar prend notamment la tête de l'équipe du Pérou olympique à partir de 2023.

## Palmarès et statistiques

### Palmarès

#### Palmarès de joueur
| San Agustín - Championnat du Pérou (1) : - Champion : 1986. |  | Universitario de Deportes - Championnat du Pérou (3) : - Champion : 1987, 1999 et 2000. - Tournoi d'ouverture (1) : - Vainqueur : 2002-A. |  | Universidad Católica - Coupe du Chili (1) : - Vainqueur : 1991. |

#### Palmarès d'entraîneur
| Sporting Cristal - Championnat du Pérou (1) : - Champion : 2005. |  | Universidad César Vallejo - Championnat du Pérou (D2) (1) : - Champion : 2018. |

### Statistiques

#### Buts en sélection
| Buts en sélection de José del Solar | Buts en sélection de José del Solar | Buts en sélection de José del Solar                  | Buts en sélection de José del Solar | Buts en sélection de José del Solar | Buts en sélection de José del Solar | Buts en sélection de José del Solar |
|                                     | Date                                | Lieu                                                 | Adversaire                          | Score                               | Résultat                            | Compétition                         |
| ----------------------------------- | ----------------------------------- | ---------------------------------------------------- | ----------------------------------- | ----------------------------------- | ----------------------------------- | ----------------------------------- |
| 1.                                  | 20 août 1989                        | Estadio Hernando Siles, La Paz (Bolivie)             | Bolivie                             | 1-0                                 | 1-2                                 | QCM 1990                            |
| 2.                                  | 8 juillet 1991                      | Estadio Municipal, Concepción (Chili)                | Chili                               | 2-3                                 | 2-4                                 | CA 1991                             |
| 3.                                  | 12 juillet 1991                     | Estadio Nacional, Santiago (Chili)                   | Venezuela                           | 4-1                                 | 5-1                                 | CA 1991                             |
| 4.                                  | 21 juin 1993                        | Estadio Alejandro Serrano Aguilar, Cuenca (Équateur) | Paraguay                            | 1-1                                 | 1-1                                 | CA 1993                             |
| 5.                                  | 24 juin 1993                        | Estadio Alejandro Serrano Aguilar, Cuenca (Équateur) | Chili                               | 1-0                                 | 1-0                                 | CA 1993                             |
| 6.                                  | 27 juin 1993                        | Estadio Olímpico Atahualpa, Quito (Équateur)         | Mexique                             | 1-4                                 | 2-4                                 | CA 1993                             |
| 7.                                  | 15 août 1993                        | Estadio Defensores del Chaco, Asuncion (Paraguay)    | Paraguay                            | 1-2                                 | 1-2                                 | QCM 1994                            |
| 8.                                  | 19 février 2000                     | Miami Orange Bowl, Miami (États-Unis)                | Honduras                            | 3-1                                 | 5-3                                 | GC 2000                             |
| 9.                                  | 12 août 2001                        | Estadio Olímpico Pascual Guerrero, Cali (Colombie)   | Paraguay                            | 3-2                                 | 3-3                                 | CA 2001                             |

NB : Les scores sont affichés sans tenir compte du sens conventionnel en cas de match à l'extérieur (Pérou-Adversaire).